# Нукша (деревня)
Нукша — деревня в Костромском районе Костромской области. Входит в состав Сандогорского сельского поселения.

## География
Находится в юго-западной части Костромской области на расстоянии приблизительно 45 км на север по прямой от железнодорожной станции Кострома-Новая.

## История
Еще в 1840 году была нанесена на карту Шуберта. В 1872 году здесь было учтено 5 дворов, в 1907 году здесь отмечено было 36 дворов.

## Население
Постоянное население составляло 36 человек (1872 год), 192 (1897), 230 (1907), 22 в 2002 году (русские 100 %), 16 в 2022.